# Welington Adão Gomes
Welington Adão Gomes, oder einfach Welington Smith (* 7. Mai 1988 in Goiânia), ist ein brasilianischer Fußballspieler.

## Karriere
Welington Smith erlernte das Fußballspielen in Brasilien in den Jugendmannschaften von Tanabi EC, José Bonifácio und CA Bragantino. 2009 spielte er in der U20-Mannschaft der SE Palmeiras in São Paulo. 2010 wechselte er zu Jaboticabal Atlético nach Jaboticabal. Nach nur vier Monaten verließ er den Verein und ging nach Peru. Hier schloss er sich dem Coronel Bolognesi FC aus Tacna an. Der Club spielte in der zweiten Liga des Landes, der Segunda División. 2012 wechselte er zu Sport Huancayo. Der Club aus Huancayo spielte in der ersten Liga, der Primera División Peruana. Zum Ligakonkurrenten Alianza Universidad, der in Huánuco beheimatet ist, ging er 2013. Nach 36 Spielen und 16 Toren ging er 2016 wieder in sein Heimatland. Hier nahm ihn Inter de Limeira aus Limeira unter Vertrag. 2017 zog es ihn nach Asien. Samut Sakhon FC, ein Club aus Thailand, nahm ihn unter Vertrag. Mit dem Verein aus Samut Sakhon spielte er in der dritten Liga, der Thai League 3, in der Lower-Region. Mit Samut wurde er Meister der Liga und stieg somit in die zweite Liga auf. Nach dem Aufstieg verließ er den Club und wechselte wieder nach Peru. Hier schloss er sich dem Zweitligisten Unión Huaral aus Huaral an. Nach einem Jahr ging er wieder nach Thailand. Der Drittligist Phrae United FC aus Phrae nahm ihn unter Vertrag. Am Ende der Saison wurde Phrae Meister der Upper-Region und schaffte somit den Aufstieg in die zweite Liga. Nach insgesamt 82 Ligaspielen und 27 geschossenen Toren verließ er Ende Juli 2022 dem Verein. Am 29. Juli 2022 verpflichtete ihn der vietnamesische Erstligist Becamex Bình Dương. Für den Klub aus Thủ Dầu Một bestritt er 15 Erstligaspiele. Nach der Saison wurde sein Vertrag nicht verlängert. Im Februar 2023 kehrte er in seine Heimat zurück, wo er sich dem CA Votuporanguense aus Votuporanga bis Ende April 2023 anschloss. Von Mai 2023 bis Dezember 2023 war er vertrags- und vereinslos. Im Januar 2024 kehrte er nach Thailand zurück. Hier schloss er sich dem Drittligisten Samut Sakhon City FC an. Mit dem Verein aus Samut Sakhon spielte er zehnmal in der Bangkok Metropolitan Region der Liga. Im Sommer 2024 nahm ihn sein ehemaliger Verein Phrae United wieder unter Vertrag. Nach einer Spielzeit, in der er 28 Ligaspiele bestritt, in denen er zwanzig Treffer erzielte, wechselte er im Sommer 2025 zum Ligakonkurrenten Police Tero FC.

## Erfolge
Samut Sakhon FC
- Thai League 3 - Lower: 2017  ▲

Phrae United FC
- Thai League 3 - Upper: 2019 (Vizemeister)  ▲